# Rolf Aas
Rolf Aas (Oslo, 12 ottobre 1891 – Oslo, 9 aprile 1946) è stato un calciatore norvegese, di ruolo attaccante.

## Carriera

### Club
Aas vestì le maglie di Mercantile (con cui vinse la Coppa di Norvegia 1912) e Lyn Oslo.

### Nazionale
Conta 19 presenze e 2 reti per la Norvegia. Esordì il 23 giugno 1912, nella sconfitta per 0-6 contro l'Ungheria. Il 19 agosto 1917 arrivò la prima rete, nel pareggio per 3-3 contro la Svezia. Partecipò ai Giochi della V e della VII Olimpiade.

## Palmarès

### Club

#### Competizioni nazionali
- Coppa di Norvegia: 1

Mercantile: 1912